# Coatsburg
Coatsburg är en ort (village) i Adams County i delstaten Illinois, USA. Vid folkräkningen år 2000 uppgick antalet invånare till 226. Den har enligt United States Census Bureau en area på 0,3 km², allt är land.